# Rio São Venceslau
Rio São Venceslau är ett vattendrag i Brasilien.   Det ligger i delstaten Mato Grosso, i den centrala delen av landet, 1 000 km väster om huvudstaden Brasília.
I omgivningarna runt Rio São Venceslau växer i huvudsak städsegrön lövskog. Trakten runt Rio São Venceslau är nära nog obefolkad, med mindre än två invånare per kvadratkilometer.